# LG X4
LG X4는 LG전자가 2018년 2월 공개하여 2018년 3월 2일 출시한 보급형 스마트폰이다. LG X4+는 대한민국에 2018년 1월 26일 출시된 보급형 스마트폰이다. LG X4는 2018년 2월 바르셀로나에서 열린 MWC 2018에 LG K10α (2018)로 LG로 다운그레이드 되었다.

## 운영 체제
LG X4와 LG X4+ 모두 안드로이드 7.1.2 누가를 탑재하여 출시되었다.

## 기능

### Hi-Fi DAC
X4+의 경우 오디오 기능이 강화되어 24-bit/38 kHz 이상의 Hi-Fi 음원을 재생할 수 있다.

### 전면 광각 카메라
전면에 광각 100도의 카메라를 넣어서 보다 넓은 화각으로 사진을 촬영할 수 있다. 일반 촬영 모드에서는 광각 80도로 촬영된다. 또한 전면 카메라에는 아웃 포커스 기능이 적용되어 외부 배경의 흐릿한 정도를 조절할 수 있다.

### 핑거 터치
전작에도 있던 기능으로 후면의 지문 인식 센서를 이용하여 잠금 해제뿐만 아니라 화면 캡처나 셀프 카메라 촬영에 사용 가능한 기능이다.
- 잠금 해제 : 지문 인식 센서에 손가락을 올려 잠금을 푸는 기능이다.
- 화면 캡처 : 지문 인식 센서를 더블 터치한 후 손가락을 떼지 않고 유지하면 화면이 캡처된다.
- 셀피 촬영 : 지문 인식 센서에 손가락을 올려 셀피 카메라를 촬영할 수 있는 기능으로 일반 / 광각 모두 지원된다.

### 플래시 점프컷
3초 간격으로 사진을 연속 촬영하여 GIF 이미지를 만드는 기능이다.

### 후면 카메라
카메라 성능은 그리 좋지 않지만, 목소리만으로도 사진을 찍을 수 있다. 음식 모드로 음식 사진을 예쁘게 찍을 수 있다.

### LG 페이
후면에 WMC 솔루션이 내장되어 LG페이를 사용할 수 있다. G6나 V30와 동일하게 NFC (근거리 무선 통신)와 MST (마그네틱 보안전송) 결제 방식을 지원한다. 이는 대한민국 내수용인 X4와 X4+에만 해당된다.

## 변형 기종

### LG K10α (2018) / LG K10 (2018) / LG K10+ (2018)
LG X4와 LG X4+의 글로벌 모델로 미디어텍 MT6750을 사용한다. K10α는 X4와 동일하게 내장메모리가 16GB로 줄고 카메라가 800만 화소로 다운그레이드 된 모델이고 K10+는 RAM 용량이 3GB로 늘어난 모델이다. 러시아와 이탈리아에는 LG K11이라는 이름으로 출시되었고 미국에서는 K10+가 T모바일을 통해 LG K30이라는 이름으로 출시되었다.

### 공부의 신 스마트폰
ZTE 블레이드 L5 플러스와 삼성전자 갤럭시 와이드 2를 이어 X4가 SK텔링스를 통해 공부의 신 스마트폰으로 출시되었다. 기존의 옥타코어 CPU가 쿼드코어 CPU로 다운그레이드 되었고 데이터 통신과 Wi-Fi 기능이 모두 차단되었다.

### LG X4 코리토리
LG전자와 KT의 제휴로 제작된 특별판 모델로 KT의 캐릭터인 코리토리 케이스와 휴대용 선풍기가 패키지에 포함된다. 또한 마법천자문 시즌 1과 시즌 2가 모두 저장된 피규어 USB가 제공된다.

## 색상
- 오로라 블랙 (X4)
- 테라 골드 (X4)
- 모로칸 블루 (X4+)
- 라벤더 바이올렛 (X4+)